# Житково (станция)
Житко́во (до 1949 года — Ристисеппяля фин. Ristiseppälä) — ликвидированная станция на железнодорожной линии Выборг — Мичуринское, в одноимённом пристанционном посёлке Выборгского района Ленинградской области.

## История
Станция Ристисеппяля была построена в 1926—1928 годах на 29 километре линии Выборг — Эуряпяя. Всего на станции было 4 пути, главный путь — первый, у которого располагалась посадочная платформа, возле которой был построен вокзал 4 класса, между первым и вторым путями была также высокая грузовая платформа.
В ходе боёв Зимней войны станция утратила здание вокзала. В 1942 году был построен новый вокзал. В 1944 году в связи с окончательным переходом Карельского перешейка в состав СССР станция была передана Октябрьской железной дороге, при этом станция, как и вся линия, сильно пострадала в ходе боёв. Было решено восстановить линию только от Выборга до Ристисеппяля, вероятнее всего из-за разрушенного моста на перегоне в сторону разъезда Каукила. В 1949 году она вместе с близлежащей деревней была переименована в Житково.
На 1981 год по станции выполнялись приём и выдача грузов повагонными отправками открытого хранения в местах общего пользования, а также продажа билетов на поезда местного и дальнего следования с багажными операциями. К концу 1990-х годов путь между станциями Вещево и Житково был в крайне плохом состоянии — дизель-поезда могли двигаться по нему со скоростью не выше 15 км/ч, а на самой станции Житково мог использоваться только один путь, что исключало приём поездов, ведомых локомотивами. В итоге в декабре 1998 года пригородное движение до станции было прекращено, а сама она — заброшена. До середины 2000-х годов на станции сохранялись остовы вагонов дизель-поездов Д1, но постепенно они были вывезены на металлолом.